# Джерело б/н (Репинне)
Джерело б/н — гідрологічна пам'ятка природи місцевого значення. Об'єкт розташований на території Міжгірського району Закарпатської області, с. Репинне, ДП «Міжгірське ЛГ», урочище «Гиль».
Площа — 0,5 га, статус отриманий у 1984 році (Рішення Облвиконкому від 23.10.1984 р. № 253). 
Охороняється вода вуглекисла, гідрокарбонатно-хлоридно-натрієво-кальцієво-магнієва. Загальна мінералізація - 0,28-1,8 г/л. Мікроелементи - марганець, залізо, нікель, кремнієва кислота. Для лікування захворювань органів травлення.